# Sphinx perversa
Sphinx perversa är en fjärilsart som beskrevs av Gehlen. 1928. Sphinx perversa ingår i släktet Sphinx och familjen svärmare. Inga underarter finns listade i Catalogue of Life.